# بنگ بنگ!
بنگ بنگ! (انگلیسی: Bang Bang!) فیلمی هندی در سبک اکشن است که در سال ۲۰۱۴ منتشر شد. از بازیگران آن می‌توان به هریتک روشن، کاترینا کایف و دنی دنزونگپا اشاره کرد.

## داستان
یک دختر جوان سعی دارد با پیدا کردن یک پسر خوب زندگی خود را از یکنواختی نجات دهد و در محل قرار پسر دیگری می‌آید و او را هیجان زده می‌کند که در این حین باهم ماجراجویی‌های خواهند داشت …